# Municipio de North Galloway
El municipio de North Galloway (en inglés: North Galloway Township) es un municipio ubicado en el condado de Christian en el estado estadounidense de Misuri. En el año 2010 tenía una población de 3626 habitantes y una densidad poblacional de 38,15 personas por km².

## Geografía
El municipio de North Galloway se encuentra ubicado en las coordenadas 36°56′28″N 93°16′24″O / 36.94111, -93.27333. Según la Oficina del Censo de los Estados Unidos, el municipio tiene una superficie total de 95.06 km², de la cual 95 km² corresponden a tierra firme y (0,06 %) 0,05 km² es agua.

## Demografía
Según el censo de 2010, había 3626 personas residiendo en el municipio de North Galloway. La densidad de población era de 38,15 hab./km². De los 3626 habitantes, el municipio de North Galloway estaba compuesto por el 97,3 % blancos, el 0,08 % eran afroamericanos, el 0,66 % eran amerindios, el 0,06 % eran asiáticos, el 0,63 % eran de otras razas y el 1,27 % eran de una mezcla de razas. Del total de la población el 1,71 % eran hispanos o latinos de cualquier raza.